# پاتریک سیلوا
پاتریک سیلوا (به پرتغالی: Patrik Camilo Cornélio da Silva) هافبک اهل برزیل است که در شهر سائوپائولو و در تاریخ ۱۹ ژوئیهٔ ۱۹۹۰ به دنیا آمده‌است.
پاتریک سیلوا در تیم‌های فوتبال São Caetano سابقهٔ حضور دارد.